# Pesatore
Con il termine del pesatore si indicava un pubblico ufficiale diffuso nel passato.

## Incarichi
A lui era affidato il compito di pesare le merci che si vendevano sul mercato, peso in base al quale veniva quantificata l'imposta che doveva pagare il contribuente (anticamente veniva chiamata anche  gabella).